# Droga wojewódzka 388
Die Droga wojewódzka 388 (DW 388) ist eine 30 Kilometer lange Droga wojewódzka (Woiwodschaftsstraße) in der polnischen Woiwodschaft Niederschlesien, die die Droga krajowa 33 in Bystrzyca Kłodzka mit der Droga wojewódzka 387 in Ratno Dolne verbindet. Die Strecke liegt im Powiat Kłodzki.

## Streckenverlauf
Woiwodschaft Niederschlesien, Powiat Kłodzki
-  Bystrzyca Kłodzka (Habelschwerdt) (DK 33, DW 292)
- Szklarka (Glasendorf)
- Stara Łomnica (Altlomnitz)
- Nowa Łomnica (Neulomnitz)
- Starkówek (Neubatzdorf)
- Pokrzywno (Nesselgrund)
-  Polanica-Zdrój (Altheide-Bad) (DK 8)
- Wolany (Wallisfurth)
- Chocieszów (Stolzenau)
- Wambierzyce (Albendorf)
-  Ratno Dolne (Niederrathen) (DW 387)